# Dictadura de la Càspia Central
La Dictadura de la Càspia Central (en rus: Диктатура Центрокаспия, Diktatura Tsentrokaspiya) (en àzeri: Sentrokaspi Diktaturası) fou un govern menxevic que va existir de l'agost del 1918 al setembre de 1918 a l'Azerbaidjan.
Després de la dissolució de la Comuna de Bakú, l'1 d'agost de 1918 els menxevics russos i els armenis del Dashnak constituïren temporalment un govern a Bakú anomenat Dictadura de la Càspia Central. Per combatre els musavatistes i els turcs que avançaven per l'Azerbaidjan i cap al nord (Daguestan), el govern va sol·licitar l'ajut britànic. El 17 d'agost tropes britàniques entraren a Bakú, on foren acollides pel primer ministre Iatxovski, un menxevic, i pel cap del Dashnak armeni Khatxaturov (un petit contingent britànic ja hi havia arribat el 4 d'agost). Els bolxevics, arrestats des de l'u d'agost, foren deportats a Astracan, però els van afusellar pel camí, a Krasnovodsk (Turkmenistan). Els turcs i musavatistes entraren a Bakú el 15 de setembre de 1918 i la Dictadura de la Càspia Central va desaparèixer.
Es va usar des del 14 d'agost de 1918 una bandera blau cel (que simbolitzava la mar Càspia) amb una franja vermella al centre (el poder obrer).